# Пентвотер (Мічиган)
Пентвотер (англ. Pentwater) — селище (англ. village) в США, в окрузі Оушеана штату Мічиган. Населення — 890 осіб (2020).

## Географія
Пентвотер розташований за координатами 43°46′47″ пн. ш. 86°25′48″ зх. д. / 43.77972° пн. ш. 86.43000° зх. д. (43.779620, -86.429916).  За даними Бюро перепису населення США в 2010 році селище мало площу 4,19 км², з яких 3,31 км² — суходіл та 0,88 км² — водойми. В 2017 році площа становила 4,46 км², з яких 3,46 км² — суходіл та 0,99 км² — водойми.

## Демографія
Згідно з переписом 2010 року, у селищі мешкало 857 осіб у 450 домогосподарствах у складі 269 родин. Густота населення становила 205 осіб/км².  Було 997 помешкань (238/км²).
Расовий склад населення:
| - 97,3 % — білих - 0,2 % — корінних американців - 0,1 % — чорних або афроамериканців |

До двох чи більше рас належало 1,4 %. Частка іспаномовних становила 2,5 % від усіх жителів.
За віковим діапазоном населення розподілялося таким чином: 11,2 % — особи молодші 18 років, 50,5 % — особи у віці 18—64 років, 38,3 % — особи у віці 65 років та старші. Медіана віку мешканця становила 60,3 року. На 100 осіб жіночої статі у селищі припадало 83,5 чоловіків;  на 100 жінок у віці від 18 років та старших — 81,6 чоловіків також старших 18 років.
Середній дохід на одне домашнє господарство  становив 63 947 доларів США (медіана — 40 500), а середній дохід на одну сім'ю — 67 898 доларів (медіана — 47 321). Медіана доходів становила 40 417 доларів для чоловіків та 28 333 долари для жінок. За межею бідності перебувало 21,3 % осіб, у тому числі 47,7 % дітей у віці до 18 років та 5,1 % осіб у віці 65 років та старших.
Цивільне працевлаштоване населення становило 295 осіб. Основні галузі зайнятості: виробництво — 24,1 %, освіта, охорона здоров'я та соціальна допомога — 16,6 %, роздрібна торгівля — 7,8 %, фінанси, страхування та нерухомість — 7,8 %.